# Loceras de Artenara
Las loceras de Artenara constituyen uno de los más primitivos ejemplos de alfarería popular en el contexto cultural de las Islas Canarias, en concreto en los barrios trogloditas del municipio de Artenara, en Gran Canaria.

## Foco locero
Tres barrios de Artenara: Las Hoyas, Barranco Hondo y especialmente Lugarejos, han sido documentados como focos loceros en distintos periodos de la historia de la isla.
En los últimos siglos, con las piñas del cercano Pinar de Tamadaba, las arcillas rojas de La Hoya de Los Tejeros y las aguas abundantes de la zona, un grupo de familias se dedicaron tradicionalmente a fabricar loza. Y lo hicieron, siguiendo uno de los sistemas más primitivos de la historia de la cerámica, en guisaderos (hornos) a cielo abierto o en pequeños abrigos. Sin embargo en el siglo XX, la tradición alfarera de este escondido pago de las cumbres grancanarias estuvo a punto de desaparecer por completo.
El Ceder (más tarde Aider), impulsó un proyecto en 1994 que evitó la pérdida de aquella artesanía popular. Para ello, compró unas cuevas que habían sido alfar, convocó un curso de alfarería con las dos últimas loceras que aún vivían: Manuela y Carmela, y reformó aquellas cuevas hasta convertirlas en Centro Locero de Lugarejos. Aquel mismo año, catorce alumnos guisaron 200 piezas de barro.
Entre los nombres de las últimas loceras tradicionales: Adelfina Cubas Pérez, madre en 22 ocasiones, que se fue a vivir a La Aldea, pero nunca dejó de hacer loza con barro de Lugarejos; Teresa Dolores Suárez Molina (La Cieguita); Manuela Santana Cabrera (1911-1996), Teresa Lugo alias Carmela, aún activa en 2006, trabajando con su nuera Mari León; y un alumno de Teresa la cieguita: Justo Cubas Cubas (quien entre el 73/78 montó en Vega de San Mateo el Museo "Cho Zacarías", antes de irse a Telde).
Abandonado durante años, el Centro locero de Lugarejos y su entorno se recuperaron en 2011 dentro del Proyecto NOE'Sendactiva' de la Mancomunidad de los Ayuntamientos del Norte de Gran Canaria.

## Técnicas y proceso de la alfarería sin horno
La alfarería sin horno practicada en Lugarejos (y arquetípica en otras islas del archipiélago como La Palma y Fuerteventura) sigue un proceso arcaico precolombino:
- Recogida del barro arcilloso, en algunos barrios loceros llamado masapé y que según su composición, se mezcla con arena volcánica.
- Secado al sol en un costal y luego en el interior de un cajón (añadiéndole agua y arena con mesura).
- Amasado (sobar el barro), generalmente de rodillas sobre el suelo, creando el bastón, grueso cilindro del que se irán separando, primero la base del cacharro y luego los churros o rosquetes para levantar las paredes de la pieza (urdido o modelado).
- Segundo secado, a la sombra uno o dos días.
- Raspado con un trozo de arco de barril o un cuchillo viejo, bien mojados, al igual que la lisadera (piedra de mar ó callao) para el primer alisado.
- Añadido opcional de asas o mamelones y secado grande, 3 o 4 días, primero a la sombra y luego al sol.
- Alisado en seco con las lisaderas, sin mojarlas.
- Guisado: se cuecen las piezas al aire libre, en primitivos hornos en un hoyo (o apenas entre tres paredes bajas de mampostería).

El tiempo de cochura siempre dependerá del tipo y cantidad de leña, la cuantía de loza a guisar y la meteorología ambiente.